# All-Star Baseball
All Star Baseball är en serie basebollspel som utvecklades och publicerades av Acclaim Entertainment. Serien började 1997 med utgivning av All-Star Baseball '97. Med Frank Thomas, efterträdaren till Frank Thomas Big Hurt Baseball. New York Yankees play-by-play-annonsörer John Sterling och Michael Kay var annonsörerna för 1998-2000 utgåvor av spelet. Det sista spelet i serien är All Star Baseball 2005. Ett annat spel i serien avbröts, det blev slutet för Acclaim Entertainment, den 1 september 2004